# عالمزيب محسود
عالمزيب خان محسود (بالبشتوية: عالمزېب خان ماسید)‏؛ (بالأردوية: عالمزیب خان محسود)‏، ناشط في مجال حقوق الإنسان من لادا في جنوب وزيرستان في باكستان. وهو أحد الأعضاء المؤسسين لحركة بشتون تحفظ، وهو ناشط في جمع البيانات عن حالات الاختفاء القسري وضحايا الألغام الأرضية في مناطق البشتون القبلية.

## اعتقاله
في 21 يناير 2019 اعتقل عالمزيب من سيارته على طريق مزدحم في المدينة من قبل فريق شرطة مسلح، وأبدت منظمة العفو الدولية قلقها بشأن اختفائه. عُرض على المحكمة في 22 يناير، وتسبب اعتقاله في احتجاجات على وسائل التواصل الاجتماعي ونُظمت مظاهرات احتجاجية له في عدة مدن، بما في ذلك كراتشي وبيشاور ومردان وصوابي وإسلام آباد وكويته.
بعد حوالي ثمانية أشهر في السجن أُفرج عنه بكفالة بقيمة 500000 روبية من قبل المحكمة العليا في باكستان في 16 سبتمبر 2019.